# Relazioni bilaterali tra Iran e Italia
Le relazioni bilaterali tra Iran e Italia fanno riferimento ai rapporti diplomatici ed economici tra la Repubblica islamica dell'Iran e l'Italia. L'Italia ha un'ambasciata a Teheran, mentre l'Iran ha un'ambasciata a Roma e un consolato a Milano.

## Relazioni politiche

### Origini storiche
Iran e Italia hanno da sempre ospitato popolazioni le cui vicende si sono incrociate ripetutamente nel corso della Storia. Nell'antichità già i Sassanidi (e prima ancora i Parti) mantenevano con Roma e Bisanzio intensissime, seppur non sempre pacifiche, relazioni politiche che durarono per diversi secoli, fino a quando la conquista islamica della Persia sancì la salita al potere delle dinastie arabe musulmane.
Le relazioni tra la Persia e gli Stati italiani rimasero da quel momento e per gran parte del medioevo di tipo commerciale. La via della seta terrestre incrociava nei suoi rami settentrionali il territorio iraniano e rappresentò per secoli una delle principali direttrici economiche mondiali. Anche Marco Polo attraversò l'Iran lungo tale percorso verso la Cina alla fine del XIII secolo. Papa Innocenzo IV inviò missionari religiosi e diplomatici in Iran nel tentativo di convertire la classe regnate dell'Ilkhanato. Ascelino da Cremona per esempio, incontrò un comandante ilkhanide vicino a Tbilisi, mentre Giovanni da Pian del Carpine incontrò in visita ufficiale Güyük Khan. Anche la Repubblica di Venezia intrattenne relazioni diplomatiche con i Khanati iraniani: molti ambasciatori della Serenissima visitarono le corti di Aq Qoyunlu, aumentando la frequenza dei viaggi durante il periodo safavide.

### Relazioni politiche contemporanee

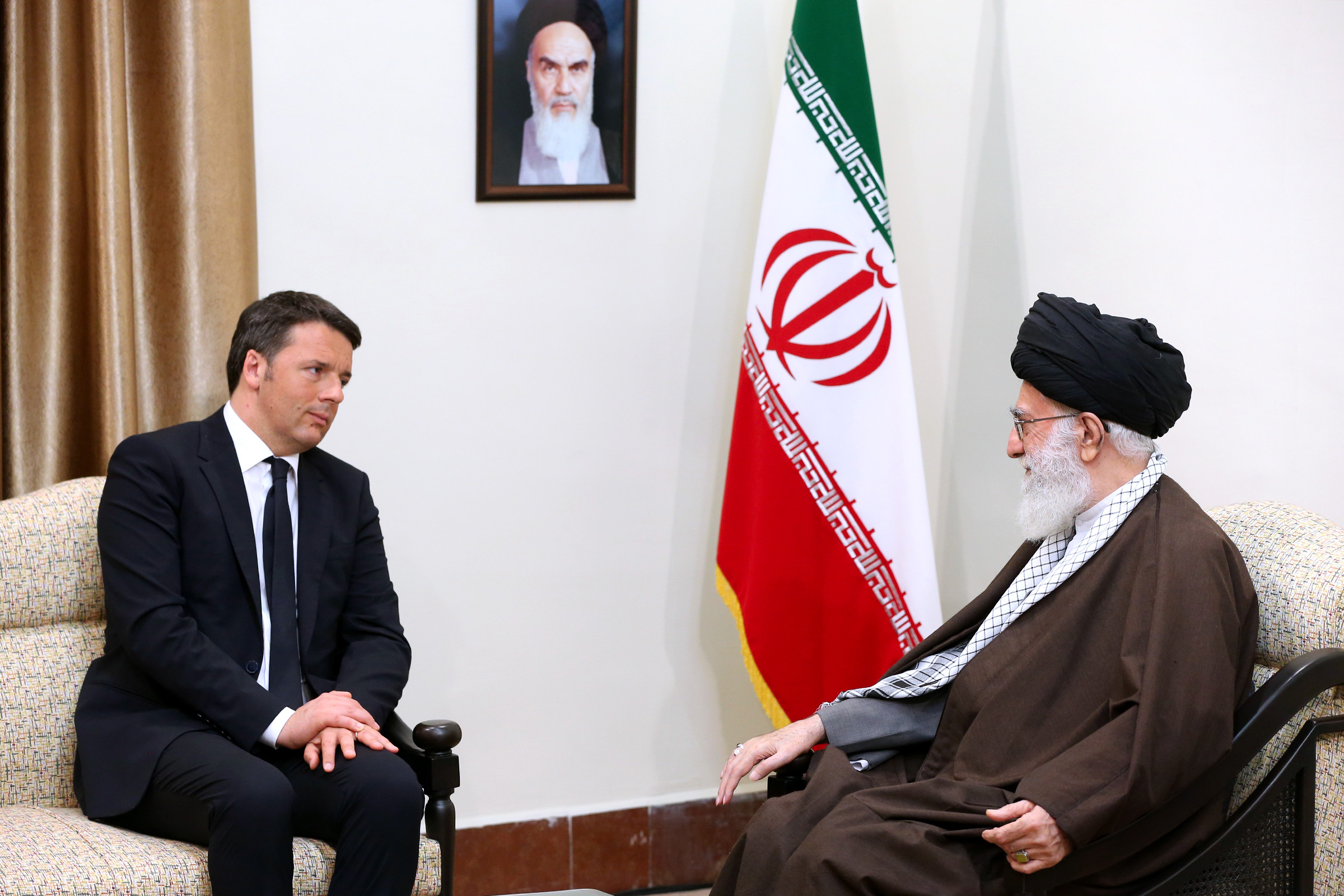
Il presidente del Consiglio italiano Matteo Renzi e Ali Khamenei nel 2016

#### La Rivoluzione iraniana e la guerra Iran-Iraq
Le relazioni bilaterali italo-iraniane subirono un forte danno strategico nel 1980 quando l'Iran si isolò dalla maggior parte dei paesi occidentali a seguito della rivoluzione islamica, e quando, durante la guerra tra Iran e Iraq, l'Italia fornì all'Iraq aiuti economici e assistenza navale. Le relazioni successivamente si normalizzarono dopo la fine del conflitto, a partire dal 1988.

## Relazioni economiche
Gli scambi economici tra Italia e Iran sono stati pari a 2,7 miliardi di dollari nel 2001 e 3,8 miliardi di euro nel 2003. Nel 2005 l'Italia è stato il terzo maggiore partner commerciale dell'Iran con uno scambio del 7,5% di tutte le esportazioni verso l'Iran. L'Italia è stato il primo partner commerciale dell'Iran in seno all'Unione europea all'inizio del 2006. Gli scambi commerciali ammontavano a 6 miliardi di euro nel 2008.